# 短吻紅斑吻鰕虎魚
短吻紅斑吻鰕虎魚（学名：Rhinogobius rubromaculatus），短吻紅斑吻鰕虎又名白尾狐狸蝦虎，为輻鰭魚綱虾虎鱼亚目鰕虎魚科的其中一種

## 分布
本魚僅分布於臺灣。

## 特徵
本魚體延長，圓鈍而後方側扁，頭大，吻部寬鈍，眼小而高，眼間距較寬，眼後頭長大於頭長的1/2。體被櫛鱗，頰部及鰓蓋皆裸出，背鰭2個，雄魚第一背鰭以第二或第三棘最長，略延長呈絲狀，尾鰭圓形。體色為黃棕色，身上密布紅色或紅褐色細小斑點。吻部、頰部皆有紅色或橘紅色斑點。雄魚第一背鰭前方鰭膜具有藍黑色斑點，第二背鰭及尾鰭有3至7列紅色或紅褐色斑點，胸鰭基部具有2列垂直排列之紅斑，體長可達3.4公分。

## 生態
本魚棲息在石礫底質的河川，屬底棲性魚類，肉食性。

## 經濟利用
可食用或當觀賞魚。